# Formatie van Landen
De Formatie van Landen of Landen-formatie (sic, afkorting: LA) is een lithostratigrafische eenheid (een opeenvolging van gesteentelagen) in de Nederlandse ondergrond. In België wordt gesproken van de Landen Groep, die echter een minder ruime definitie heeft. De afzettingen van Landen zijn ondiep-mariene of lagunaire sedimenten (vooral klei, zandige klei en mergel) uit het late Paleoceen en vroege Eoceen (rond 58 tot 54 miljoen jaar oud). De Formatie van Landen wordt in de Nederlandse lithostratigrafie gerekend tot de Onder-Noordzee-groep.

## Lithologie
De Formatie van Landen vormt een maximaal 150 meter dikke laag in de ondergrond en wordt onderverdeeld in vijf regionaal voorkomende laagpakketten:
- Het Laagpakket van Swalmen, bestaande uit lagunaire klei met soms bruinkoollaagjes;
- Het Laagpakket van Reusel, bestaande uit groenige zandige klei, leem en zand;
- Het Laagpakket van Liessel, bestaande uit mica-, pyriet- en glauconiethoudende klei waarin soms fossielen van planten voorkomen;
- Het Laagpakket van Orp, bestaande uit groengrijs zand;
- Het Laagpakket van Gelinden, bestaande uit kalkige klei.

De zandlagen zijn soms door diagenese verhard tot zandsteen. De formatie kan worden gezien als een megacyclus, waarbij de onderste gedeelten (de Laagpakketten van Swalmen en Orp) een transgressie van de zee vertegenwoordigen en de bovenste (de Laagpakketten van Reusel en Liessel) een daarop volgende regressie.

## Stratigrafie
De Nederlandse Formatie van Landen komt niet helemaal overeen met de Belgische Landen Groep. De Laagpakketten van Orp en Gelinden worden in België leden genoemd en vormen daar de Formatie van Heers. De Nederlandse Formatie van Landen komt overeen met de Belgische formaties van Heers, Hannut, Tienen en een groot deel van de Formatie van Opglabbeek.
Boven op de Formatie van Landen bevindt zich meestal de Vroeg-Eocene Formatie van Dongen, of als deze afwezig is door de jongere formaties van Tongeren of Rupel. De Formatie van Landen ligt discordant boven op de Krijtkalk Groep, meestal op de Vroeg-Paleocene Formatie van Houthem.